# Daniela Hunger
Daniela Hunger (Alemania, 20 de marzo de 1972) es una nadadora alemana retirada ganadora de seis medallas olímpicas —dos de oro, una de plata y cuatro de bronce— entre los JJ. OO. de Seúl 1988 y los de Barcelona 1992.

## Carrera deportiva
En los JJ. OO. de Seúl 1988, representando a la República Democrática Alemana, ganó dos oros —en 200 metros estilos y 4 x 100 metros estilos, por delante de Países Bajos y Estados Unidos— y bronce en 400 metros estilos.
Cuatro años después representando a Alemania, en los Juegos Olímpicos de Barcelona 1992 ganó la medalla de plata en los 4 x 100 metros estilos —tras Estados Unidos y por delante del equipo unificado— y dos bronces, en 200 metros estilos y 4 x 100 metros estilo libre, tras Estados Unidos y China.